# Постников, Станислав Иванович
Станисла́в Ива́нович По́стников (20 декабря 1928, Макарьев — 8 мая 2012, Москва) — советский военачальник, генерал армии (1986). Член ЦРК КПСС (1981—1990).

## Детство и юность
Родился в многодетной семье рабочего-столяра. Отец воевал на фронтах первой мировой войны и гражданской войны, затем перешёл на хозяйственную работу, был директором лесхоза, умер в 1941 году. Станислав был последним, шестым ребёнком в семье. К моменту его рождения двое старших детей умерли во время эпидемий. С 1929 года семья жила в городе Кинешма Ивановской Промышленной области по новому месту работу отца. В годы Великой Отечественной войны, чтобы помочь семье, работал разнорабочим на волжской пристани. С 1946 года — рабочий деревообрабатывающего завода в Кинешме.

## Начало военной службы
В 1948 году призван в Советскую Армию. Окончил Шуйское пехотное училище в 1951 году. С 1951 года командовал отдельным разведывательным взводом механизированного полка в городе Киров в составе Горьковского военного округа (в 1953 году в связи с расформированием округа часть передана в Уральский военный округ). В 1954 году окончил Объединённые курсы усовершенствования офицерского состава разведки в Ленинграде. С 1956 года командовал ротой разведки механизированного полка в Оренбургской области, с 1957 года — начальник разведки механизированного полка там же. Член КПСС с 1957 года.
В 1961 году окончил Военную академию имени М. В. Фрунзе. Затем шесть лет служил в Туркменской ССР: командовал мотострелковым батальоном, с 1963 года был начальником штаба, а в 1966—1967 годах — командиром мотострелкового полка Туркестанского военного округа.

## На старших должностях
В 1969 году окончил Военную академию Генерального штаба. По её окончании пять месяцев командовал мотострелковой дивизией Одесского военного округа в Крыму, летом 1970 года переведён на должность командира 35-й мотострелковой дивизии в Группу советских войск в Германии. С июля 1973 года — начальник штаба — заместитель командующего Северной группы войск на территории Польши. С сентября 1975 года — командующий 7-й гвардейской армией в Закавказском военном округе, генерал-лейтенант (13.02.1976). В 1976 году окончил Высшие академические курсы при Военной академии Генерального штаба. С августа 1977 года — начальник штаба — первый заместитель командующего войсками Киевского военного округа.

## На высших командных должностях
С августа 1979 года — командующий войсками Северо-Кавказского военного округа, генерал-полковник (25.10.1979). С августа 1980 года — командующий войсками Прибалтийского военного округа. С января 1984 года — командующий войсками Забайкальского военного округа. Воинское звание генерал армии присвоено указом Президиума Верховного Совета СССР от 3 ноября 1986 года. С декабря 1986 года — первый заместитель Главнокомандующего Сухопутными войсками СССР. С июня 1988 года — Главнокомандующий войсками Западного направления.
После расформирования в июне 1992 года направлений и последующего шестимесячного пребывания «за штатом» в феврале 1993 года Указом президента России и приказом министра обороны уволен из рядов Вооружённых Сил.

## В отставке
С конца ноября 1993 года советник (гражданский специалист) в Главной военной инспекции Министерства обороны Российской Федерации. После создания в 2008 году Службы генеральных инспекторов Министерства обороны Российской Федерации являлся генеральным инспектором Службы до последних дней жизни.
Жил в Москве. Автор мемуаров «В дальних гарнизонах», содержащих много интересной информации о деятельности и взаимоотношениях в высших армейских кругах СССР. Депутат Совета Национальностей Верховного Совета СССР 11 созыва (1984—1989) от Бурятской АССР. Народный депутат СССР в 1989—1991 годах. Член Центральной ревизионной комиссии КПСС в 1981—1990 годах.
Зять — заместитель начальника Генерального штаба Вооружённых Сил Российской Федерации А. Н. Постников.
Скончался 8 мая 2012 года в Москве. Похоронен 11 мая 2012 года на Троекуровском кладбище.

## Награды
- Орден Красного Знамени
- Орден Кутузова 1-й степени (4.11.1981)
- Орден «За службу Родине в Вооружённых Силах СССР» 2-й степени
- Орден «За службу Родине в Вооружённых Силах СССР» 3-й степени
- медали Советского Союза
- офицерский кортик от министра обороны СССР[2]
- Орден Красного Знамени (МНР)
- Медаль «30 лет Болгарской народной армии» (НРБ, 14.09.1974)
- Медаль «За укрепление братства по оружию» (НРБ, 28.04.1990)
- Медаль «30-я годовщина Революционных Вооружённых сил Кубы» (Куба, 24.11.1986)
- Медаль «Братство по оружию» (ПНР)

## Сочинения
- [militera.lib.ru/memo/russian/postnikov_si/index.html Постников С. И. «В дальних гарнизонах».]
- Постников С. И. развитие советского военного искусства в Курской битве (К 45-летию сражения на Огненной дуге). // Военно-исторический журнал. — 1988. — № 7. — С.10-18.